# Бондаренко, Игорь Самойлович
Игорь Самойлович Бондаренко (укр. Ігор Самійлович Бондаренко; род. 20 ноября 1964, Воробьёво, Крымская область) — украинский предприниматель из Мукачево, государственный служащий. Председатель Закарпатской областной государственной администрации с 5 июля по 26 декабря 2019.

## Биография
Родился в семье служащего. Окончил общеобразовательную школу № 13, г. Евпатория (1982).
Окончил Симферопольское высшее военно-политическое строительное училище (1986), Национальную академию государственного управления при Президенте Украины (2005), Национальную академию внутренних дел (2012). Кандидат наук по государственному управлению (2010).
Август 1986 — декабрь 1988 — служба в в/ч 93408, г. Мукачево.
Январь 1989 — август 1992 — служба в должностях офицерского состава в в/ч 11326, г. Мукачево.
1992 год — уволился с военной службы (в связи с сокращением Вооруженных сил).
Июль 2002 — февраль 2003 — первый заместитель председателя Мукачевской райгосадминистрации (РГА).
Февраль — август 2003 — заместитель председателя Мукачевской РГА.
Апрель — ноябрь 2005 — помощник-консультант народного депутата Украины Николая Онищука.
Ноябрь 2005 — апрель 2008 — аспирант Национальной академии государственного управления при Президенте Украины.
На выборах в Верховную раду в 2007 году — кандидат в народные депутаты от Избирательного блока Людмилы Супрун — Украинский региональный актив, № 93 в избирательном списке. Член Народно-демократической партии.
Апрель 2008 — июль 2010 — директор Административного департамента Министерства юстиции Украины.
26 июня 2019 года Кабинет министров поддержал назначение Бондаренко на должность главы Закарпатской ОГА.
Владелец кондитерских «Бондаренко».

## Личная жизнь
Женат, имеет дочь.